# Malcolm Gladwell
Malcolm T. Gladwell, född 3 september 1963 i Fareham, Hampshire, Storbritannien, är en engelsk-kanadensisk journalist, författare och föreläsare. Han skriver sedan 1996 för tidningen The New Yorker, och var tidigare ekonomi- och vetenskapsreporter på Washington Post. Gladwells böcker och artiklar bygger ofta på oväntade konsekvenser av forskningsresultat inom samhällsvetenskap.

## Biografi

### Tidiga år
Gladwell föddes i grevskapet Hampshire i Sydöstra England som son till matematikprofessorn Graham Gladwell (född i Kent i England) och familjeterapeuten Joyce (med ursprung från Jamaica). Familjen flyttade till Kanada och Gladwell växte upp utanför Ontario, i den lantliga staden Elmira som är starkt präglad av sin mennonitiska församling. Gladwell ägnade sig åt sport och blev som 14-åring mästare i sin åldersgrupp i distanslöpning, med idoler som Brendan Foster och Steve Ovett. Han studerade senare vid University of Toronto, Trinity College med en examen i historia.

### Karriär
Under nio år (1987 till 1996) var han reporter på tidningen Washington Post, där han skrev om näringsliv, vetenskap och senare arbetade som tidningens New York City-avdelningschef.
Gladwell har gett ut fem böcker, som alla är sammanfattningar av hans journalistiska arbete: Den tändande gnistan (2000), Blink (2005), Framgångsfaktorn som skapar vinnarna (2008), och Vad hunden såg och andra äventyr (2009), David och Goliat (2013), Att prata med främlingar (2019).
Gladwells böcker och artiklar bygger ofta på oväntade konsekvenser av forskningsresultat inom socialvetenskap och han använder sig i hög grad av vetenskapliga rapporter och arbeten inom psykologi, sociologi och socialpsykologi som stöd för sina teorier. Gladwells artiklar och böcker söker ofta ge förnuftiga förklaringar till problem, sammanträffanden och mysterier som inträffar i vardagen. Exempelvis avhandlar hans artiklar orsakerna till att det finns många typer av senap men bara en typ av ketchup, varför män älskar att bära chinos och vad som gjorde att brottsstatistiken i New Yorks tunnelbana plötsligt sjönk drastiskt under kort tid. Hans kritiker avfärdar ibland hans böcker som "flygplatslitteratur" och menar att han förenklar forskningsresultaten och är för spretig och svävande.

### Utmärkelser
Gladwell tilldelades 2011 hedersorden Order of Canada.